# Municipio de Pine Lake (condado de Clearwater)
El municipio de Pine Lake (en inglés: Pine Lake Township) es un municipio ubicado en el condado de Clearwater en el estado estadounidense de Minnesota. En el año 2010 tenía una población de 414 habitantes y una densidad poblacional de 4,66 personas por km².

## Geografía
El municipio de Pine Lake se encuentra ubicado en las coordenadas 47°41′44″N 95°30′16″O / 47.69556, -95.50444. Según la Oficina del Censo de los Estados Unidos, el municipio tiene una superficie total de 88.82 km², de la cual 82,46 km² corresponden a tierra firme y (7,16 %) 6,36 km² es agua.

## Demografía
Según el censo de 2010, había 414 personas residiendo en el municipio de Pine Lake. La densidad de población era de 4,66 hab./km². De los 414 habitantes, el municipio de Pine Lake estaba compuesto por el 95,65 % blancos, el 2,66 % eran amerindios y el 1,69 % eran de una mezcla de razas. Del total de la población el 1,93 % eran hispanos o latinos de cualquier raza.